# Jurques
Jurques (Ausspracheⓘ) ist eine Ortschaft und eine ehemalige französische Gemeinde mit 663 Einwohnern (Stand: 1. Januar 2022) im Département Calvados in der Region Normandie. Sie gehörte zum Arrondissement Vire.
Mit Wirkung vom 1. Januar 2017 wurden die bisherigen Gemeinden Jurques und Le Mesnil-Auzouf zu einer Commune nouvelle mit dem Namen Dialan sur Chaîne zusammengeschlossen und haben in der neuen Gemeinde den Status einer Commune déléguée. Der Verwaltungssitz befindet sich im Ort Jurques.

## Geografie
Jurques liegt etwa 30 Kilometer südöstlich von Saint-Lô. In nordöstlicher Richtung ist Caen rund 34 Kilometer entfernt.

## Bevölkerungsentwicklung
| Jahr                              | 1962 | 1968 | 1975 | 1982 | 1990 | 1999 | 2009 | 2014 |
| Einwohner                         | 625  | 581  | 536  | 475  | 522  | 559  | 653  | 694  |
| Quellen: Cassini, EHESS und INSEE |      |      |      |      |      |      |      |      |

## Sehenswürdigkeiten
- Kirche Notre-Dame; ein Teil der Ausstattung, darunter ein Bleiglasfenster, ist als Monument historique klassifiziert[3][4][5]
- Dolmen Pierre Dialan, seit 1889 Monument historique[6]

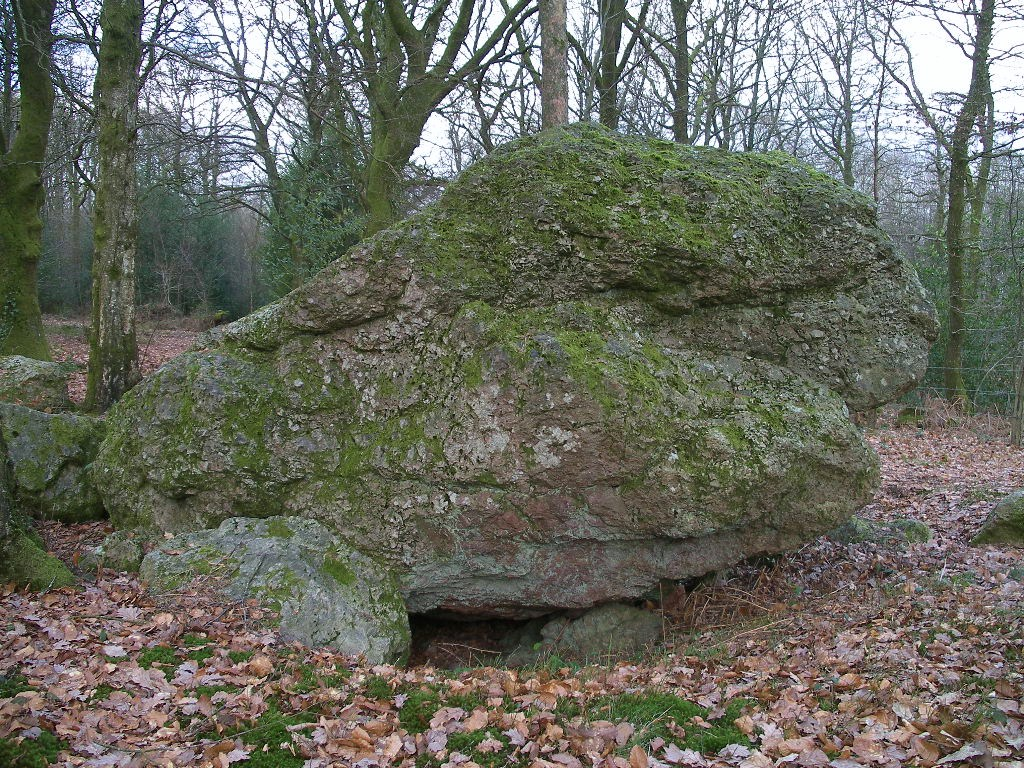
Dolmen Pierre Dialan

- Zoo- und Parkanlagen